# Paciencia

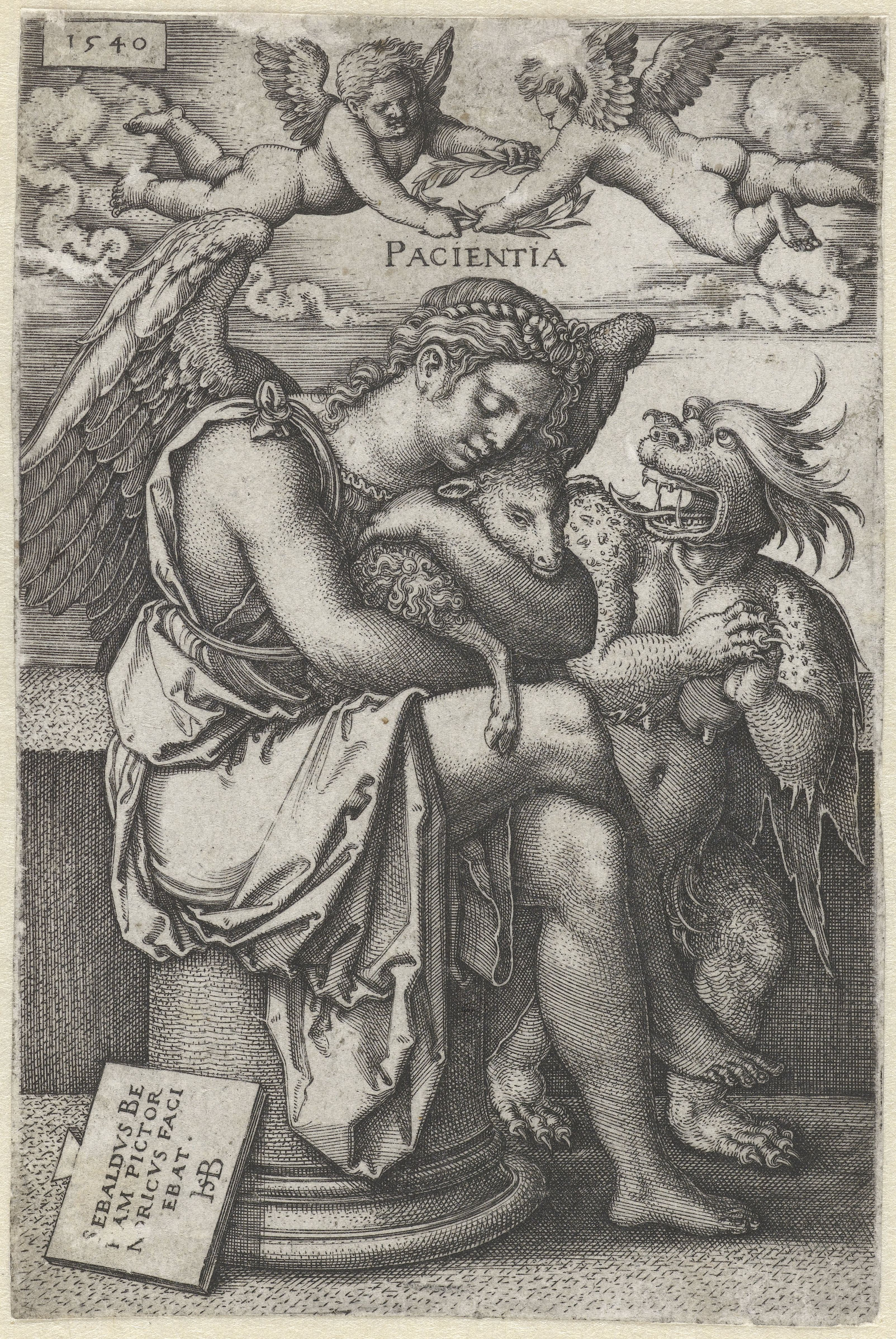
Representación renacentista de la paciencia.

La paciencia es la actitud que lleva al ser humano a poder soportar contratiempos y dificultades para conseguir algún bien.

«La constancia valerosa que se opone al mal, y que a pesar de lo que sufra el ser humano no se deja dominar por él»[cita requerida].

Dicha palabra proviene del latín pati, que significa sufrir. De hecho el participio patiens se introdujo al castellano como paciente (en los hospitales) o "el que sufre".
La paciencia es un rasgo de personalidad prudente. Es la virtud de quienes saben sufrir y tolerar las contrariedades y adversidades con fortaleza y sin lamentarse. Esto hace que las personas que tienen paciencia sepan esperar con calma a que las cosas sucedan, ya que piensan que las cosas que no dependan estrictamente de uno, se les debe otorgar tiempo.
Santo Tomás de Aquino considera no solo la actitud paciente, sino el hábito que facilita mantener esa actitud:

«La paciencia es una virtud que se relaciona con la virtud de la fortaleza e impide al hombre distanciarse de la recta razón iluminada por la fe y sucumbir a las dificultades y tristezas».
Suma Teológica. II-II, q.136, a.1.

## Cristianismo
El cristianismo tiene a esta virtud personificada en la vida de personajes bíblicos como Job o el mismo Jesucristo. Esta virtud es parte  no cardinal (aunque puede ser parte de la cardinal Fortaleza) posee un vicio antitético en el pecado capital de la ira.
En la religión cristiana, la paciencia es una de las virtudes más valiosas de la vida. El aumento de la paciencia es considerado como la obra del Espíritu Santo en el cristiano que ha aceptado el regalo de la salvación. Mientras que la paciencia no es una de las tres virtudes teológicas bíblicas tradicionales ni una de las virtudes cardinales tradicionales, es parte del fruto del Espíritu Santo, según el Apóstol Pablo en su Epístola a los Gálatas. 
En la Biblia cristiana, la paciencia es mencionada en varias secciones. 
El libro de Proverbios señala que «a través de la paciencia de un gobernante puede ser persuadido, y una lengua suave puede romper un hueso»; Eclesiastés 7:8 señala que «el FIN; de un asunto es mejor que su comienzo, y la paciencia es mejor que el orgullo», y 1 Tesalonicenses dice que debemos «ser pacientes con todos , que nadie vuelve mal por mal, sino que siempre buscan lo que es bueno para ellos y para todos». 
En la Epístola de Santiago, la Biblia exhorta a los cristianos a ser pacientes, y «ver cómo el labrador espera el precioso fruto de la tierra, hasta que reciba a principios y finales de las lluvias».
En Gálatas, la paciencia se muestra como parte del «fruto del Espíritu»: «el amor, gozo, paz, paciencia, amabilidad, bondad, fidelidad, mansedumbre y dominio de sí mismo contra tales cosas no hay ley». 
En Timoteo, la Biblia dice que «Jesús pudo mostrar su infinita bondad como un ejemplo para los que habrían de creer en él para vida eterna».